# Kuurne-Brussel-Kuurne 2003
De 57e editie van de Belgische wielerwedstrijd Kuurne-Brussel-Kuurne vond plaats op 2 maart 2003.

## Uitslag
| Kuurne-Brussel-Kuurne 2003 |                       |                        |          |
| Plaats                     | Naam                  | Ploeg                  | Tijd     |
| Winnaar                    | Roy Sentjens          | Quickstep-Innergetic   | 4u48'00" |
| 2                          | Leif Hoste            | Team Milram            | + 19"    |
| 3                          | Volker Ordowski       | Team Gerolsteiner      | z.t.     |
| 4                          | Davide Bramati        | Quick·Step - Davitamon | z.t.     |
| 5                          | Andy Flickinger       | AG2R - Prévoyance      | z.t.     |
| 6                          | Jimmy Casper          | Fdjeux.com             | + 1' 52" |
| 7                          | Johan Coenen          | Marlux-Wincor Nixdorf  | z.t.     |
| 8                          | Geert Omloop          | Palmans - Collstrop    | z.t.     |
| 9                          | Frederik Penne        | Palmans - Collstrop    | z.t.     |
| 10                         | Vincent van der Kooij | BankGiroLoterij        | + 2' 14" |

1945 · 1946 · 1947 · 1948 · 1949 · 1950 · 1951 · 1952 · 1953 · 1954 · 1955 · 1956 · 1957 · 1958 · 1959 · 1960 · 1961 · 1962 · 1963 · 1964 · 1965 · 1966 · 1967 · 1968 · 1969 · 1970 · 1971 · 1972 · 1973 · 1974 · 1975 · 1976 · 1977 · 1978 · 1979 · 1980 · 1981 · 1982 · 1983 · 1984 · 1985 · 1986 · 1987 · 1988 · 1989 · 1990 · 1991 · 1992 · 1993 · 1994 · 1995 · 1996 · 1997 · 1998 · 1999 · 2000 · 2001 · 2002 · 2003 · 2004 · 2005 · 2006 · 2007 · 2008 · 2009 · 2010 · 2011 · 2012 · 2013 · 2014 · 2015 · 2016 · 2017 · 2018 · 2019 · 2020 · 2021 · 2022 · 2023 · 2024 · 2025
Lijst van beklimmingen